# 岡田靖
岡田 靖（おかだ やすし、1955年7月24日 - 2010年4月10日）は、日本の経済学者である。修士課程時の指導教授であった岩田規久男に師事し、リフレ派の最古参の一人として知られている。
2010年4月10日に虚血性心不全により逝去した。

## 人物
中央大学経済学部卒業・上智大学大学院経済学研究科博士課程前期修了(経済学修士)。大和證券経済研究所経済調査部・大和證券・クレディスイスファーストボストン経済調査部長・学習院大学経済学部特別客員教授を経て内閣府経済社会総合研究所主任研究官。
ネットの経済論壇を活性化させた中心人物でもあり、「銅鑼衣紋」(「ドラエモン」)というハンドルネームや匿名を駆使し、「いちごびびえす」・「黒木のなんでも掲示板」・「2ちゃんねる」などの電子掲示板や様々なブログ(その中には経済学者のブログもある)のコメント欄に出没し啓蒙活動を行い、多くの若手経済学者のロールモデルとなった。
金融政策について鋭い指摘を行った岡田靖の功績を再評価する動きも出ている。

## 著作

### 書籍
- 『昭和恐慌の研究』 （日本語）, 岩田規久男, 東洋経済新報社, 2004年3月18日. - 本書において、岡田靖は研究の中心的な役割を担った[10]。
- 『経済成長って何で必要なんだろう?』 （日本語）, 飯田泰之・岡田靖・赤木智弘・湯浅誠・芹沢一也・荻上チキ, 光文社, 2009年6月24日.

### 論文
- 長期不況克服はマクロ経済政策によって可能か? (PDF)  （日本語）, 岡田靖, 外務省委託研究「米国新政権の経済金融政策とアジア」, 日本国際問題研究所, 2002年3月31日.
- Is the Persistence of Japan’s Low Rate of Deflation a Problem?  (PDF)  （英語）, Yasushi Okada, ESRI国際コンファレンス: 「“失われた10年”における日本経済の変貌と回復」, Economic and Social Research Institute, 2006年9月14日.[11][12]
- バブルデフレ期の日本の金融政策 (PDF)  （日本語）, 岡田靖・浜田宏一, バブル/デフレ期の日本経済と経済政策, 経済社会総合研究所, 2009年.
- Monetary and international factors behind Japan's lost decade （英語）,  Koichi Hamada・Yasushi Okada, Journal of the Japanese and International Economies, Volume 23, Issue 2, Pages 200–219, Special Conference Issue on Financial Globalization (20th Anniversary Trio Conference), June 2009.

### 記事
- COLUMN-〔インサイト〕
  - 円安で解消した内外価格差 （日本語）, 岡田靖, COLUMN-〔インサイト〕, ロイター, 2007年4月25日.
  - 日本経済の死角と必要なバッファ （日本語）, 岡田靖, COLUMN-〔インサイト〕, ロイター, 2007年6月6日.
  - 世界同時好況の裏で進む新たな危機 （日本語）, 岡田靖, COLUMN-〔インサイト〕, ロイター, 2007年7月6日.
  - サブプライム問題、FRBの政策で対応可能 （日本語）, 岡田靖, COLUMN-〔インサイト〕, ロイター, 2007年9月21日.
  - 4-5％の名目成長率目標、マクロ政策に大きな柔軟性 （日本語）, 岡田靖, COLUMN-〔インサイト〕, ロイター, 2007年11月2日.
  - サブプライム問題は対岸の火事か （日本語）, 岡田靖, COLUMN-〔インサイト〕, ロイター, 2007年12月12日.
  - 「金融緩和で解く」資源高騰下での日本の難問 （日本語）, 岡田靖, COLUMN-〔インサイト〕, ロイター, 2008年2月1日.
  - 景気後退と資源高、両面の課題に直面するFRB （日本語）, 岡田靖, COLUMN-〔インサイト〕, ロイター, 2008年3月7日.
  - 円高が交易条件悪化を引き起こしている可能性 （日本語）, 岡田靖, COLUMN-〔インサイト〕, ロイター, 2008年4月11日.
  - FED型危機対応への批判と本当の評価 （日本語）, 岡田靖, COLUMN-〔インサイト〕, ロイター, 2008年5月23日.
  - 世界的インフレ下で日銀の予防的引き締めは妥当性を持つか （日本語）, 岡田靖, COLUMN-〔インサイト〕, ロイター, 2008年7月2日.
  - 第2幕を迎えつつある米金融危機 （日本語）, 岡田靖, COLUMN-〔インサイト〕, ロイター, 2008年8月8日.
  - 米金融危機、最悪ケースでは現金への逃避現象顕在化へ （日本語）, 岡田靖, COLUMN-〔インサイト〕, ロイター, 2008年9月17日.
  - 世界的金融危機、日本の教訓は生かされているか （日本語）, 岡田靖, COLUMN-〔インサイト〕, ロイター, 2008年10月22日.
  - 後手に回ったFRB、大胆な緩和で打開目指す （日本語）, 岡田靖, COLUMN-〔インサイト〕, ロイター, 2008年11月26日.
  - 目立つ輸出産業の急速な調整、懸念される危機感のギャップ （日本語）, 岡田靖, COLUMN-〔インサイト〕, ロイター, 2009年1月7日.
  - 円高イコール交易条件改善は事実でない、輸出産業の受けた被害 （日本語）,岡田靖, COLUMN-〔インサイト〕, ロイター, 2009年2月10日.
  - 「小さな政府」がバブル生成の要因という仮説 （日本語）, 岡田靖, COLUMN-〔インサイト〕, ロイター, 2009年3月18日.